# جوليان تومسون (مؤرخ)
جوليان تومسون (بالإنجليزية: Julian Thompson)‏ هو مؤرخ بريطاني، ولد في 7 أكتوبر 1934 في كلكتا في الهند.